# Attilio Piccioni

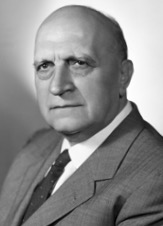
Attilio Piccioni

Attilio Piccioni (* 14. Juli 1892 in Poggio Bustone, Provinz Rieti; † 10. März 1976 ebenda) war ein italienischer Politiker der Democrazia Cristiana. Er gehörte von 1948 bis zu seinem Tod dem italienischen Parlament an (zunächst der Abgeordnetenkammer, dann dem Senat). Zwischen 1948 und 1968 war er mehrmals in wechselnden Positionen Regierungsmitglied, unter anderem Justiz- und Außenminister.

## Leben und politische Karriere
Attilio Piccionis Eltern waren beide Grundschullehrer, er war das neunte von zehn Kindern. Sein ältester Bruder Giovanni Piccioni (1876–1959) war katholischer Priester und später Bischof von Livorno. Nach dem Schulbesuch in Rieti absolvierte Piccioni ein Jurastudium an der Universität La Sapienza in Rom. Am Ersten Weltkrieg nahm er als Offizier der Bersaglieri teil. Nach dem Krieg zog er zu einem seiner Brüder nach Turin und heiratete dort die Industriellentochter Carolina Marengo, mit der er vier Kinder bekam. Er wurde 1919 Mitglied und Funktionär der neugegründeten christdemokratischen Partito Popolare Italiano (PPI) unter Luigi Sturzo, innerhalb der er zum linken Flügel zählte. Von 1919 bis 1924 war Piccioni Sekretär der PPI in Turin und Mitglied des nationalen Parteirats. Die Beteiligung seiner Partei an der ersten Regierung Mussolinis (von Oktober 1922 bis April 1923) lehnte er ab. Nach der Machtergreifung der Faschisten und der Zwangsauflösung der PPI zog Piccioni nach Pistoia in der Toskana und arbeitete dort als Anwalt.
Im März 1943 gehörte Piccioni zum geheimen Gründungszirkel der PPI-Nachfolgepartei Democrazia Cristiana, während der deutschen Besetzung Nord- und Mittelitaliens war er Vertreter des Comitato di Liberazione Nazionale (CLN) des antifaschistischen Widerstands (Resistenza) in der Toskana. Nach Kriegsende zog er nach Rom und gehörte ab September 1945 dem provisorischen Parlament (Consulta nazionale) an. Im Juni 1946 wurde er als Vertreter der DC in die Verfassunggebende Versammlung gewählt. Im Mai 1948 wurde Piccioni als stellvertretender Ministerpräsident in das fünfte Kabinett von Alcide De Gasperi berufen.
In den folgenden 20 Jahren gehörte er – mit Unterbrechungen – in verschiedenen Positionen den oft wechselnden Regierungen an. Unter anderem war er mehrmals stellvertretender Ministerpräsident (1948–1950, 1951–1953, 1960–1963), Justizminister (Januar 1950 bis Juli 1951) sowie Außenminister (Januar bis September 1954 sowie Mai 1962 bis Juni 1963) seines Landes. Er gehörte außerdem von 1948 bis 1958 der Camera dei deputati an, wo er von 1956 bis 1958 der DC-Fraktion vorstand. Von 1958 bis zu seinem Tod war er Mitglied des Senats der Republik Italien. Dort war er von 1958 bis 1960 ebenfalls Fraktionsvorsitzender der DC und zudem Vorsitzender des Ausschusses für Auswärtige Angelegenheiten.
Sein Sohn ist der Jazzmusiker und Filmkomponist Piero Piccioni. Dieser wurde zeitweilig der Tötung von Wilma Montesi verdächtigt, weshalb Attilio Piccioni im September 1954 als Außenminister zurücktrat.